# Brodalumab
Il brodalumab, commercializzato con i nomi di Siliq e Kyntheum, è un anticorpo monoclonale usato nel trattamento della psoriasi a placche; funge da inibitore dell'interleuchina 17, molecola importante nella risposta infiammatoria. Il brodalumab è utilizzato specificamente per casi di entità moderata o grave riguardanti persone il cui quadro clinico non è migliorato con altre terapie. Viene somministrato tramite iniezione sottocutanea. Nel 2017 ne è stata autorizzata la vendita negli Stati Uniti e nell'Unione europea.
Gli effetti collaterali più comuni sono artralgie, cefalea, astenia, diarrea, faringite, nausea, leucopenia di gravità variabile e conseguente comparsa di infezioni opportunistiche, come la tigna. Un uso prolungato del brodalumab può portare all'insorgenza della malattia di Crohn. Non è stata accertata la sicurezza dell'assunzione di questo farmaco durante la gravidanza.